# Isabella (2006)
Isabella (Originaltitel: chinesisch 伊莎貝拉 / 伊莎贝拉, Pinyin Yīshābèilā, Jyutping Ji1saa1bui3laai1, englisch Isabella) ist ein Film des Regisseurs Pang Ho-cheung aus dem Jahr 2006 über einen Polizisten in Macau, der, in Korruptionen verwickelt, kurz vor der Übergabe der portugiesischen Kolonie Macao seine uneheliche Tochter kennenlernt, die daraufhin in seine Wohnung einzieht.

## Handlung
Ende des Jahres 1999 wird die portugiesische Kolonie Macao an die Volksrepublik China übergeben. Shing ist Polizist und wie viele andere Polizisten in Korruptionen verwickelt. Er versucht, eine junge Frau, Yan, zu einem One-Night-Stand zu überreden, was diese jedoch zunächst ablehnt. Später treffen sie sich erneut, und Yan behauptet, seine uneheliche Tochter zu sein. Yan zieht bei Shing ein und stellt sein Leben auf den Kopf. Shing verarbeitet seine Vergangenheit und stellt sich der Erinnerung an seine erste Freundin Isabella, deren Tochter Yan ist, und nach der auch Yans entlaufener Hund benannt ist. Während sich zwischen Shing und Yan eine Vater-Tochter-Beziehung entwickelt, wird Shing immer wieder von den politischen Ereignissen eingeholt.

## Auszeichnungen (Auswahl)
- Silberner Bär – Beste Filmmusik 2006 (Berlinale 2006)

## Sonstiges
- Die Produktion erzielte weltweit ein Einspielergebnis von 269.556 US-Dollar.[2]